# Lijst van voetbalinterlands San Marino - Servië en Montenegro
Deze lijst van voetbalinterlands is een overzicht van alle officiële voetbalwedstrijden tussen de nationale teams van San Marino en Servië en Montenegro. De landen speelden twee keer tegen elkaar. De eerste ontmoeting, een kwalificatiewedstrijd voor het Wereldkampioenschap voetbal 2006, werd gespeeld in Serravalle op 4 september 2004. Het laatste duel, de returnwedstrijd in dezelfde kwalificatiereeks, vond plaats op 13 oktober 2004 in Belgrado.

## Wedstrijden
| № | Plaats     | Datum            | Competitie           | Wedstrijd                 | Uitslag |
| - | ---------- | ---------------- | -------------------- | ------------------------- | ------- |
| 1 | Serravalle | 4 september 2004 | WK 2006 kwalificatie | San Marino – Servië en M. | 0 – 3   |
| 2 | Belgrado   | 13 oktober 2004  | WK 2006 kwalificatie | Servië en M. – San Marino | 5 – 0   |

## Samenvatting
| Competitie      | Totaal gespeeld | Winst San Marino | Gelijk | Winst Servië en M. | Doelsaldo San Marino – Servië en M. |
| --------------- | --------------- | ---------------- | ------ | ------------------ | ----------------------------------- |
| WK-kwalificatie | 2               | 0                | 0      | 2                  | 0 − 8                               |
| Totaal          | 2               | 0                | 0      | 2                  | 0 − 8                               |

## Details

### Eerste ontmoeting
| WK 2006 kwalificatie (Serravalle, San Marino, 4 september 2004): |              | |
| San Marino | 0 – 3        | Servië en Montenegro |
| | goals        | 4' Zvonimir Vukić 15' Nenad Jestrović 83' Nenad Jestrović |
| Giampaolo Mazza | bondscoach   | Ilija Petković |
| Federico Gasperoni Carlo Valentini Michele Marani Simone Bacciocchi Alessandro Della Valle Frederico Crescentini 46' Marco Domeniconi Alex Gasperoni 87' Nicola Ciacci Damiano Vannucci Andrea Ugolini 24' | opstellingen | Dragoslav Jevrić Ivica Dragutinović Mladen Krstajić Nemanja Vidić Goran Gavrančić 82' Dragan Mladenović Ognjen Koroman 85' Zvonimir Vukić Dejan Stanković Nenad Jestrović 68' Savo Milošević |
| Paolo Montagna 24' Michele Moretti 46' Giacomo Maiani 87' | wissels      | 68' Mateja Kežman 82' Igor Duljaj 85' Nenad Brnović |
| Nicola Ciacci 73' | gele kaarten | 44' Nemanja Vidić |

### Tweede ontmoeting
| WK 2006 kwalificatie (Belgrado, Servië en Montenegro, 13 oktober 2004): |              | |
| Servië en Montenegro | 5 – 0        | San Marino |
| Savo Milošević 35' Dejan Stanković 45' Dejan Stanković 50' Ognjen Koroman 53' Zvonimir Vukić 69'                                                                                         | goals        | |
| Ilija Petković | bondscoach   | Giampaolo Mazza |
| Dragoslav Jevrić Marjan Marković Ivica Dragutinović 62' Mladen Krstajić Igor Duljaj 46' Goran Gavrančić Ognjen Koroman Zvonimir Vukić Dejan Stanković Danijel Ljuboja 72' Savo Milošević | opstellingen | Federico Gasperoni Carlo Valentini Michele Marani Simone Bacciocchi Alessandro Della Valle Nicola Albani 90' Marco Domeniconi Damiano Vannucci 77' Nicola Ciacci Alex Gasperoni 64' Michele Moretti |
| Nenad Brnović 46' Milivoje Vitakić 62' Marko Pantelić 72' | wissels      | 64' Bryan Gasperoni 77' Marco De Luigi 90' Lorenzo Moretti |
| Ognjen Koroman 57' Nenad Brnović 63' | gele kaarten | 87' Nicola Albani |

FSSCG · A-internationals · Bondscoaches · Vrouwenelftal van Servië en Montenegro · Servië en Montenegro U19 · Servië en Montenegro U17
2003 – 2006
WK 2006
OS 2004
2003 · 
2004 · 
2005 · 
2006
Argentinië ·
Azerbeidzjan ·
België ·
Bosnië en Herzegovina ·
Bulgarije ·
China ·
Duitsland ·
Engeland ·
Faeröer ·
Finland ·
Italië ·
Ivoorkust ·
Japan ·
Litouwen ·
Nederland ·
Noord-Ierland ·
Noorwegen ·
Oekraïne ·
Polen ·
San Marino ·
Slovenië ·
Slowakije ·
Spanje ·
Tunesië ·
Uruguay ·
Wales ·
Zuid-Korea
Argentinië (2006) · 
Ivoorkust (2006) · 
Nederland (2006)
FSGC · A-internationals · Bondscoaches · Statistieken · San Marino U21 · San Marino U19 · San Marino U18 · San Marino U17 · San Marino U16
1986 – 1989 · 1990 – 1999 · 2000 – 2009 · 2010 – 2019 · 2020 – 2029
2000 · 2001 · 2002 · 2003 · 2004 · 2005 · 2006
Albanië · 
Andorra ·
Azerbeidzjan ·
België · 
Bosnië en Herzegovina · 
Bulgarije ·
Canada ·
Cyprus ·
Denemarken ·
Duitsland · 
Engeland · 
Estland · 
Faeröer · 
Finland · 
Gibraltar · 
Griekenland · 
Hongarije · 
Ierland · 
IJsland ·
Israël · 
Italië · 
Kaapverdië ·
Kazachstan ·
Kosovo ·
Kroatië · 
Letland · 
Libanon · 
Liechtenstein · 
Litouwen · 
Luxemburg ·
Malta ·
Moldavië ·
Montenegro ·
Nederland · 
Noord-Ierland · 
Noorwegen ·
Oekraïne ·
Oostenrijk · 
Polen · 
Roemenië · 
Rusland · 
Saint Kitts en Nevis ·
Saint Lucia ·
Schotland · 
Servië en Montenegro · 
Seychellen ·
Slovenië · 
Slowakije · 
Spanje · 
Syrië ·
Tsjechië · 
Turkije · 
Wales · 
Wit-Rusland · 
Zweden · 
Zwitserland
Nederland (2011)